# アンダーニース・ザ・スターズ
「アンダーニース・ザ・スターズ」 (Underneath the Stars)は、マライア・キャリーの楽曲。5枚目のスタジオ・アルバム『デイドリーム』から6枚目のシングルカットとしてリリースされた。

## 解説
シングル盤は北米で限られた枚数のみプレスされたほか、オーストラリアでは「フォーエバー」のカップリングとしてリリースされている。
ミュージック・ビデオは同年に撮影が行われたものの公開される事は無かったが、2020年にその存在が確認され同年11月に自身のYouTubeチャンネルで初公開された。

## 収録曲
デジタルEP
1. Underneath the Stars (Drifting Re-Mix) - 4:00
2. Underneath the Stars (Drifting Re-Mix w/o rap) - 4:00
3. Underneath the Stars (Sweet A Cappella) - 3:30

## チャート
| チャート (1996)                         | 最高位 |
| --------------------------------------- | ------ |
| 全米 CHR/リズミック (Radio & Records]') | 39     |
| US R&B/Hip-Hop Airplay (Billboard)      | 69     |

| チャート (2020)                         | 最高位 |
| --------------------------------------- | ------ |
| 全米 R&B デジタル・ソングス (Billboard) | 13     |